# قاسم برهان
قاسم عبد الحميد برهان (مواليد 15 ديسمبر 1985) لاعب كرة قدم قطري من أصل سنغالي. يجيد اللعب في مركز حراسة المرمى مثل سابقاً منتخب قطر الوطني .
لعب سابقاً في أندية الخور والريان و لخويا و الغرافة.

## روابط خارجية
- قاسم برهان على موقع الاتحاد الدولي (مؤرشف)  (الإنجليزية)
- قاسم برهان على موقع قاعدة بيانات كرة القدم.إي يو (الإنجليزية)
- قاسم برهان على موقع ناشيونال فوتبول تيمز (الإنجليزية)
- قاسم برهان على موقع Soccerway.com (الإنجليزية)